# Jardines de la Bahía

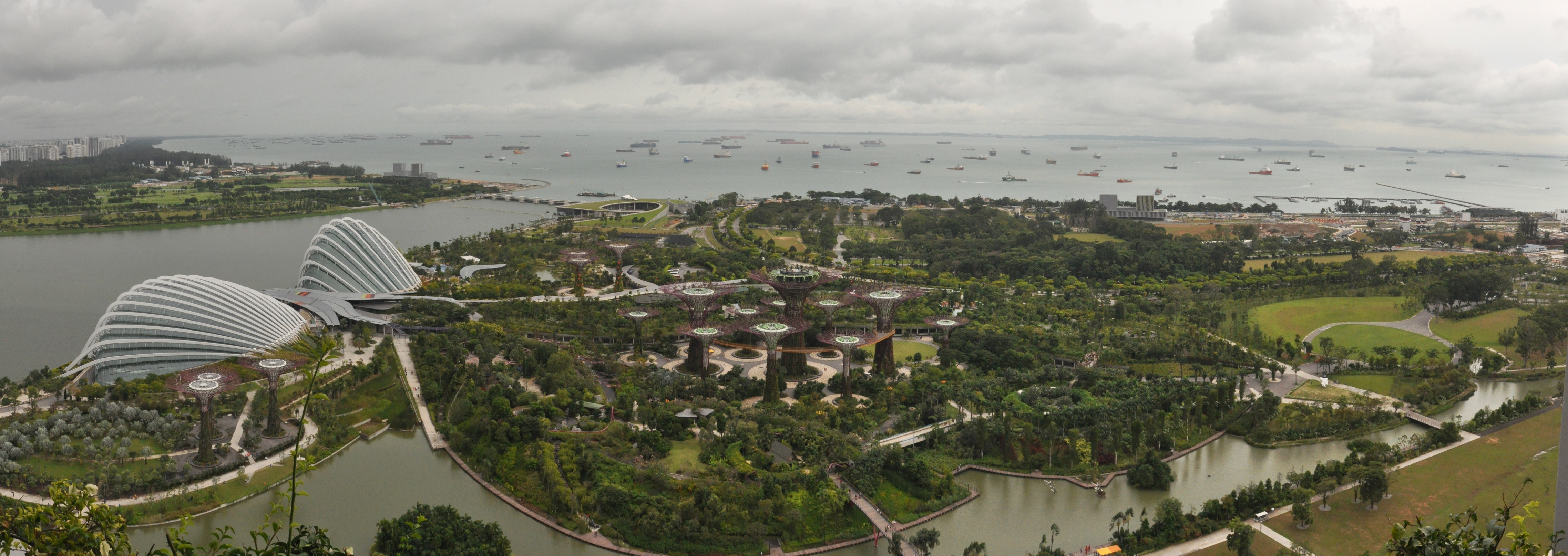
Vista panorámica de los jardines.

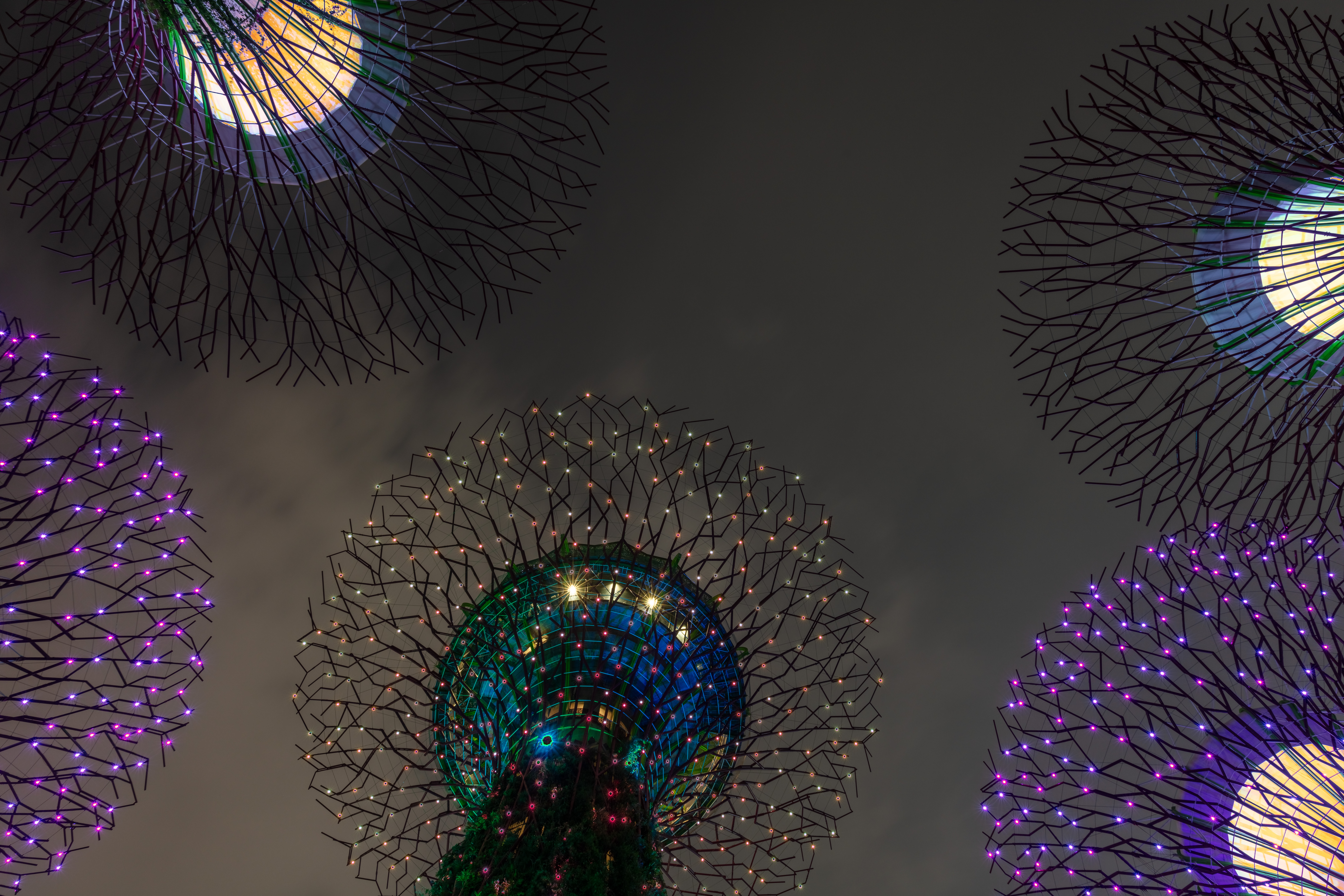
Vista nocturna de la Arboleda de los Superárboles.

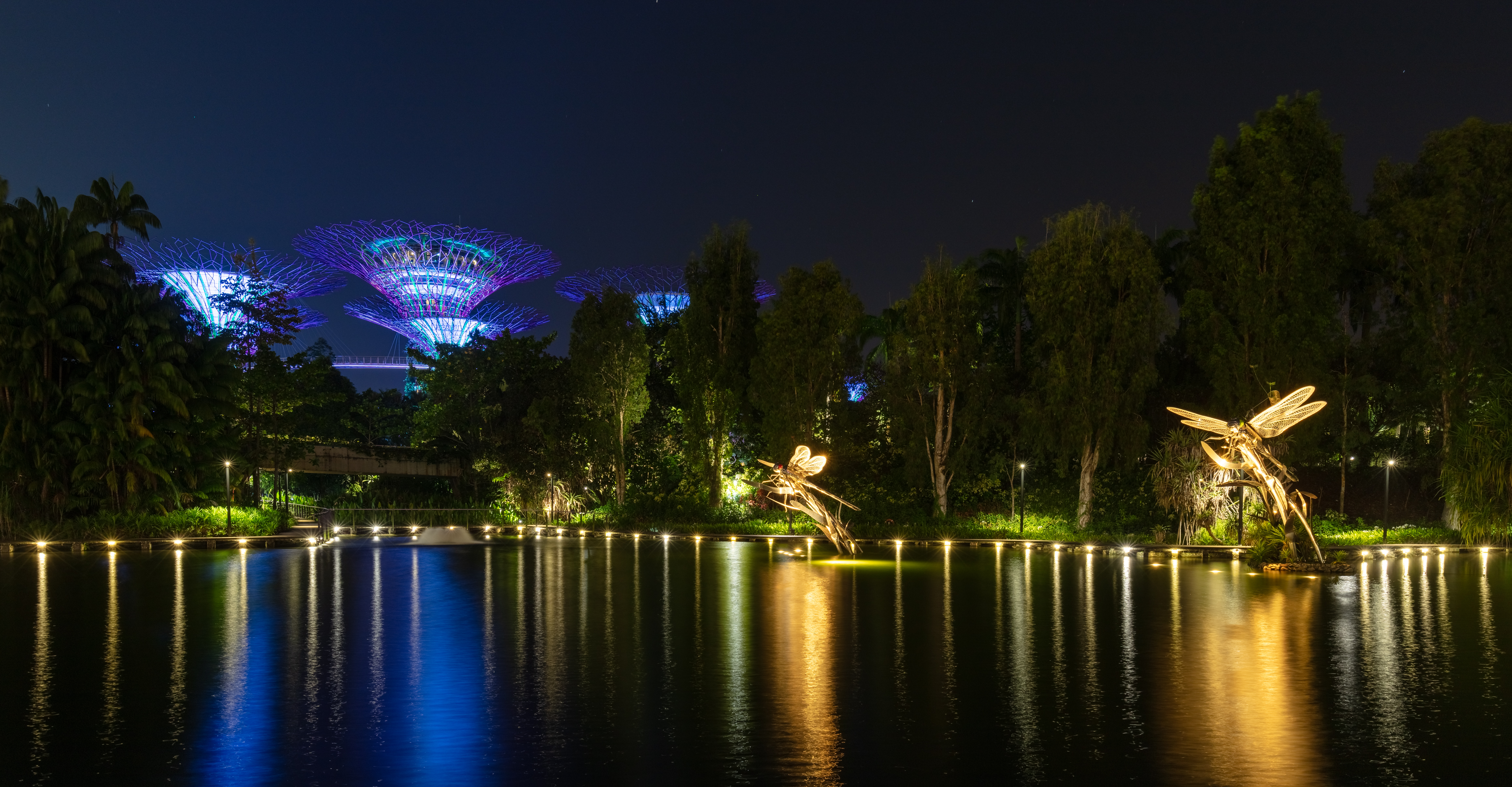
Lago de la Libélula.

Los Jardines de la Bahía (Taman di Pesisiran en malayo, Gardens by the Bay en inglés, 滨海湾花园 en chino y வளைகுடா தோட்டம் en tamil) es un parque de Singapur de 101 ha (250 acres) levantadas en tierras ganadas al mar en la región de Singapur Central, adyacente a la reserva marítima.
Está formado por tres márgenes ajardinados: Central, Este y Sur siendo este último el más extenso con 54 ha (130 acres).
El parque forma parte de las políticas de Gobierno por hacer de Singapur una "ciudad dentro de un jardín" con el objetivo inicial de "mejorar la calidad de vida junto a la flora y fauna" de la ciudad.
En enero de 2006 dio comienzo un concurso internacional para entregar proyectos. En total se presentaron 170 firmas de veinticuatro países, entre las que se encuentran Grant Associates y Gustafson Porter, los cuales diseñaron la Bahía Sur y Este respectivamente.
El parque gozó de tal popularidad que ante la alta demanda de visitantes, solo se pueden organizar tres eventos a la semana.

## Jardines

### Bahía Central
Está conectado con el Sur y el Este. Tiene un área de 15 ha. (37 acres) y tres kilómetros de paseo marítimo que permite observar cualquier espectáculo escénico desde el centro mismo de Singapur. 
Se prevé que el parque crezca en los próximos años.

### Bahía Este
Tiene un área de 32 ha. (79 acres) y dos kilómetros de paseo que llevan al embalse de Marina. El lugar fue sede para los Juegos Olímpicos de la Juventud de Singapur 2010. En octubre de 2011 fue inaugurado la primera fase del jardín permitiendo el acceso al puente marítimo.
Fue diseñado siguiendo los modelos ajardinados de las zonas tropicales, teniendo cada cual su temática y característica. Las zonas están conectadas por cinco válvulas alineadas con la dirección del viento a su favor maximizando y extendiendo las orillas al tiempo que permite la entrada de aire y agua para mantener fresca y húmeda el área.
Desde este punto los visitantes pueden observar el horizonte de la ciudad.

### Bahía Sur
Fue inaugurado el 29 de junio de 2012. Con 54 ha. es el más extenso de los tres. Cabe destacar las vastas huertas tropicales y diseño de jardín.
Para la realización de este concepto se inspiraron en la orquídea, símbolo nacional de Singapur, exactamente la Papilionanthe Miss Joaquim. Además de las huertas, el jardín tiene varios servicios dependiendo de en qué parte de la flor se encuentre uno: raíz (conservatorios), hojas (plataformas), brote (caminos, carreteras y cruces), raíces secundarias (líneas de agua, energía y comunicación) y pétalos (jardines temáticos e intersecciones).

## Presupuesto
Las obras del proyecto (a excepción del terreno) tuvo un coste de 1.035 millones de dólares invertidos en pavimentación, drenaje y abono. El coste esperado era de 58 millones, de los cuales 28 iban destinados para el mantenimiento de los conservatorios. 
Entre los meses de junio a octubre de 2012, los jardines recibieron la visita de aproximadamente 1,7 millones de turistas, los cuales tuvieron entrada gratis a la mayor parte de las áreas.